# ゼファーマ
ゼファーマ株式会社（英: Zepharma Inc.）は、かつて存在した一般用医薬品・家庭向け薬粧品メーカー。本社所在地は東京都中央区日本橋本町二丁目7番1号。社名はギリシアで風の神であったゼファーと、ファーマ（薬業）を合体させた造語。

## 概要
2004年（平成16年）10月1日に、山之内製薬・藤沢薬品工業のヘルスケア部門（消費者向け医薬品・薬粧品事業）を分割統合して会社発足した（出資比率は山之内製薬50%、藤沢薬品50%）。なお、2005年（平成17年）4月1日に親会社であった両社は企業合併し、医科向け医薬品事業のアステラス製薬となった。
こののち、アステラス製薬は、医療用医薬品に専念することからゼファーマの売却を図る方針を決め、売却先模索の末、2006年（平成18年）3月31日に第一三共グループ入りを発表。同年4月13日に、第一三共がゼファーマ全株式を取得し完全子会社化した。
さらに、2007年（平成19年）4月1日に、第一三共の大衆薬部門子会社の第一三共ヘルスケアに事業統合された。これによりゼファーマは2年6か月という短い歴史に幕を閉じた。

## 代表的な商品

### 旧山之内製薬
- ガスター10（胃腸薬）
- マーロックスプラス（胃腸薬）
- マキロン（外傷消毒液）
- カコナール（風邪薬）
- ギネスゴールド（栄養内服液）
- ミノン（低刺激洗浄料）
- ロコベース（保護クリーム）
- ハーブキャンディ（甘草入り香草飴）
- ヘルシーバランス（栄養補助食品）
- サンシー（コンドーム）

### 旧藤沢薬品工業
- ピロエース（水虫薬）
- プレコール（風邪薬）
- ソフィット（便秘薬）
- ノイビタ（ビタミン主薬製剤）
- エバユース（同上）
- オイラックス（皮膚薬）
- キシロ（外用傷薬）
- 強力トリコマイシンG（抗真菌軟膏）
- 藤澤樟脳（防虫用樟脳）
- 和服しょうのう（同上）
- エージー（アレルギー用点鼻・点眼薬）
- 新リバヘルスゴールド（ビタミン含有保健薬）
- ハイアップ内服液（滋養内服液）
- サリドン（解熱鎮痛薬、かつて日本ロシュ（当時）が製造していた）
- グランドール（解熱鎮痛薬、かつて日本ロシュ（当時）が製造していたが、製造販売権をゼファーマに移管したことに伴い生産終了）
- クリーンデンタル（薬用ハミガキ）
- シティース（薬用ハミガキ）
- オーラルコントロール（うがい薬）

## 歴代のCM出演者

### ゼファーマ時代
- 中山エミリ - プレコール持続性カプセル
- 宮崎あおい - カコナール
- 西村雅彦 - ガスター10
- 田中律子 - オイラックスA
- 北村一輝 - ウィンダム

### 山之内製薬時代
- マキロン坊や - マキロン
- 吉村禎章 - マキロン
- 大仁田厚 - マキロン、マキロンドライ
- かゆみちゃん - マキロンかゆみどめパッチ
- 佐藤浩市 - ミノン
- 佐藤亜紀子 - ミノン
- 高橋克典 - マーロックスプラス チュアブル
- いしのようこ - カコナール
- 松田聖子 - カコナール
- Wink - カコナール
- 森川由加里 - カコナール
- 千堂あきほ - カコナール
- 松嶋菜々子 - カコナール
- 夏木陽介 - ギネスゴールド
- 布施博 - ギネスゴールド
- 岩下志麻 - マーロックスプラス、マーロックスプラス チュアブル
- 井川遥 - カコナール
- 西村雅彦 - マキロン、ガスター10
- 岡本綾子 - ガスター10
- 高橋ひとみ - ガスター10
- 伊集院光 - ガスター10
- 稲垣吾郎 - ヘルシーバランス

### 藤沢薬品工業時代
- 草野仁 - プレコール持続性カプセル
- 松本伊代 - オイラックスG
- 渡部篤郎 - プレコール持続性カプセル
- 堤真一 - プレコール持続性カプセル
- 伊武雅刀 - ピロエースW
- 尾上綾華 - エージー